# 赤土坂站
赤土坂站（日语：／ Akatsuchisaka eki */?）是位於岐阜縣關市小屋名，名古屋鐵道美濃町線的車站（廢站）。此站曾經是急行停車站。

## 歷史
此站在1911年，美濃電氣軌道路線開通時同時啟用。在1928年至1942年之間，此站曾經暫停服務。在2005年4月1日，美濃町線全線廢除時，此站也被廢除。
- 1911年（明治44年）2月11日 - 美濃電氣軌道神田町站（後來名為岐阜柳瀨站）至上有知站（後來名為美濃站）之間開通，此站啟用[4]。
- 1928年（昭和3年） - 車站暫停服務[4]。
- 1930年（昭和5年）8月20日 - 美濃電氣軌道與名古屋鐵道（第一代。同年中改名為名岐鐵道，在1935年起再改名為名古屋鐵道）合併。成為名古屋鐵道的美濃町線車站[4]。
- 1942年（昭和17年）11月15日 - 車站重開[5]。
- 1954年（昭和29年）8月22日 - 成為無人車站[6]。
- 2005年（平成17年）4月1日 - 美濃町線全線廢除，此站也同時廢除[5]。

## 車站構造
截至車站廢除前，此站是地面車站，設有1面2線的島式月台，可進行列車交會。此站為無人車站。月台中央設有上蓋。日間30分鐘一班的時段，此站設有列車進行交會。由於電車司機需要交換路票，因此進站時需要靠右通行。

### 配線圖
| ← 徹明町方向    | 赤土坂站 站內配線略圖 | → 新關方向 |
| 图例 参考文献： |                       |            |

## 使用狀況
- 在中提及在1992年度，當時1日平均上下車人次為241人，為除岐阜市內線均一車費區間內各站（岐阜市內線、田神線、美濃町線徹明町站至琴塚站之間）外名鐵所有車站（342站）中排名第310，美濃町線日野橋至美濃之間（14站）排名第10[2]。

## 替代交通
- 岐阜巴士（日语：岐阜乗合自動車）、關城市巴士（日语：関市内巡回バス）：「赤土坂」巴士站[8][9]

## 相鄰車站
名古屋鐵道
■美濃町線
小屋名－赤土坂－新田

## 注腳
1. ↑  國土地理院2.5萬地形圖「美濃關」，1992年(平成4年)修正版。
2. 1 2  名古屋鐵道廣報宣傳部（編）. . 名古屋鐵道. 1994: 651–653.
3. ↑  川島令三. . 名古屋北部・岐阜篇 1. 草思社. 1997: 193. ISBN 4-7942-0796-4 （日语）.
4. 1 2 3  . 鄉土出版社. 1997: 219–230. ISBN 4-87670-097-4 （日语）.
5. 1 2  今尾惠介（監修）.  7 東海. 新潮社. 2008: 51–52. ISBN 978-4-10-790025-8 （日语）.
6. ↑  名古屋鉄道広報宣伝部（編）. . 名古屋鐵道. 1994: 880 （日语）.
7. ↑  電氣車研究會，《鐵道畫刊》通卷第473號 1986年12月 臨時增刊号 「特集 - 名古屋鐵道」，附圖「名古屋鐵道路線略圖」
8. ↑  . 關市. 2017年4月27日  [2017年6月13日]. （原始内容存档于2017年6月13日） （日语）.
9. ↑  關城市巴士地圖路線圖、2017年4月1日修正PDF（日語），2017年6月13日參閱。